# Aït Bouadou
Aït Bouadou é uma cidade e comuna localizada no distrito de Ouadhia da província de Tizi Ouzou, na região Cabília da Argélia. Em 2008, sua população era de 14 435 habitantes.